# Amata xanthomela
Amata xanthomela är en fjärilsart som beskrevs av Walker 1860. Amata xanthomela ingår i släktet Amata och familjen björnspinnare. Inga underarter finns listade i Catalogue of Life.